# Dennis González Boneu
Pour les articles homonymes, voir González.
Dennis González Boneu (né le 11 mai 2004) est un nageur espagnol en natation artistique. Il remporte trois médailles aux Championnats du monde de natation 2023 et deux médailles aux Jeux européens de Cracovie en 2023.

## Biographie

### Championnats du monde de natation
- 2023 à Fukuoka,  Japon
  -  Médaille d'or en solo libre
  -  Médaille d'argent en duo technique mixte
  -  Médaille de bronze en duo libre mixte

### Championnats d'Europe
- 2023 à Cracovie,  Pologne (dans le cadre des Jeux européens)
  -  Médaille d'or en duo libre mixte
  -  Médaille d'argent en duo technique mixte
- 2024 à Belgrade,  Serbie
  -  Médaille d'or en solo technique masculin
  -  Médaille d'or en duo libre mixte
  -  Médaille d'or en duo technique mixte